# Edicions 62

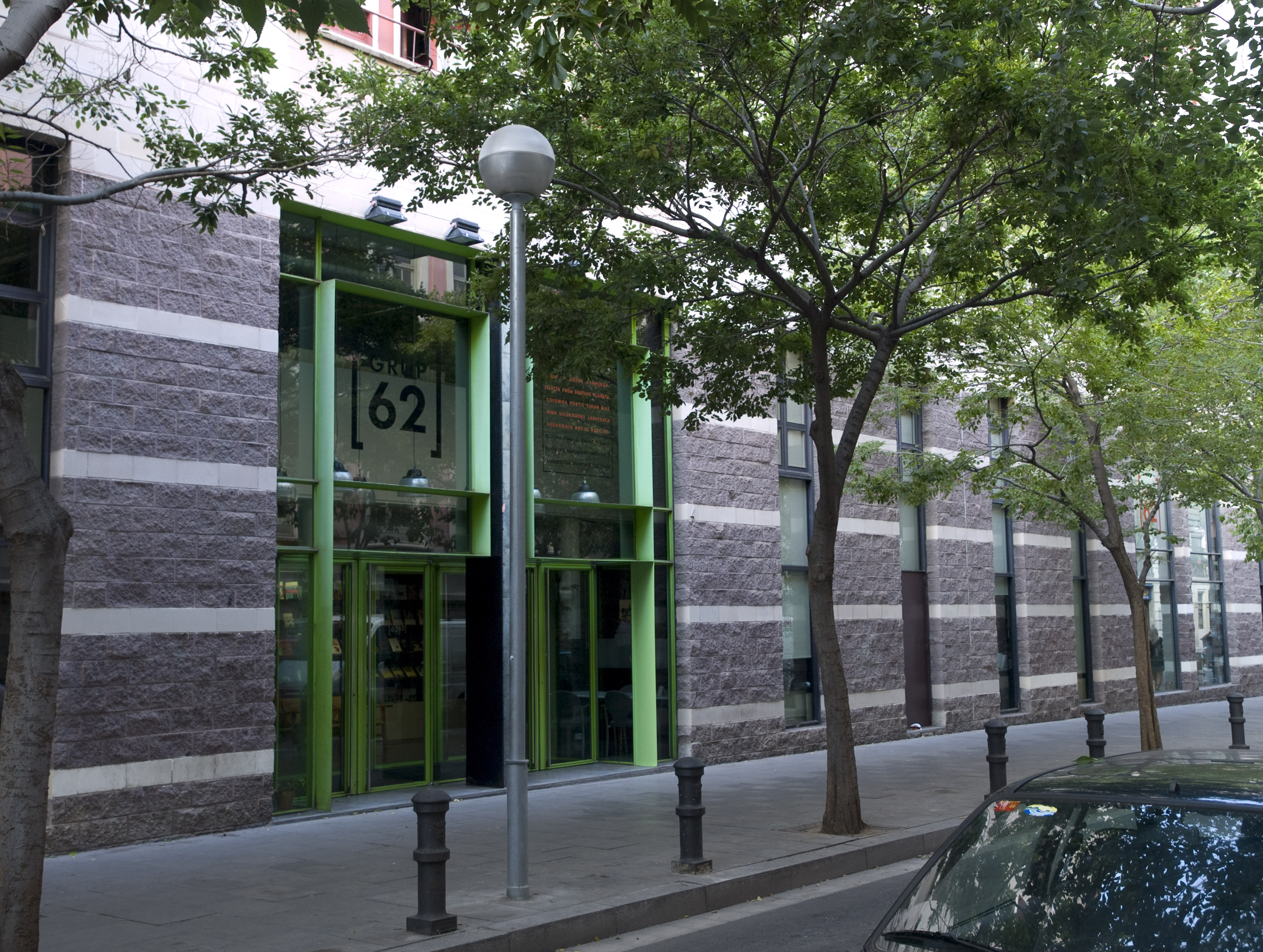
Façana de l'antiga Seu d'edicions 62 al carrer Peu de la Creu de Barcelona.

Edicions 62 és una editorial catalana nascuda el 1961 a Barcelona sota la direcció de Max Cahner i Ramon Bastardes. Edicions 62 pertany actualment al Grup 62, un conglomerat amb diversos negocis del món cultural que des de 2013 forma part del Grup Planeta.

## Història
Ramon Bastardes i Max Cahner van fundar l'editorial el 1961 però va publicar el seu primer llibre per la Diada de Sant Jordi de 1962, quan va aparèixer Nosaltres, els valencians de Joan Fuster. Edicions 62 va tenir la seva primera seu a la Gran Via de les Corts Catalanes, de Barcelona. Ja el 1963 van transformar l'empresa en una societat anònima, gràcies a la inversió de Max Cahner i Bruguera. Inicialment se centrava en l'assaig, novel·la i llibres de cultura popular catalana, amb col·leccions dirigides pel mateix Max Chaner, Josep Benet, Josep Maria Ballarín o Joaquim Molas, entre d'altres.
El 1964 van començar a publicar col·leccions en castellà, amb el nom d'Ediciones Península. Un dels grans projectes d'aquesta dècada fou l'inici de la redacció de la Gran Enciclopèdia Catalana. El 1968 l'empresa va patir una forta crisi que va apartar de la direcció Chaner i Duran i va fer que es vengués el projecte de la GEC a una nova empresa.
Oriol Bohigas fou l'encarregat de posar ordre a la societat per intentar salvar el projecte a finals del 1969. Comença a reflotar el projecte fins que el 1975 fou nomenat president de l'empresa. D'aquest període destaquen col·leccions com la MOLC, Les millors obres de la literatura universal o Clàssics del pensament modern, entre d'altres. També es van iniciar grans projectes com una Història de Catalunya dirigida per Pierre Vilar, la Història del País Valencià o la Història de la cultura catalana. També va començar a publicar una sèrie de diccionaris i, des de 1997, una revista dedicada al Turisme, Descobrir Catalunya.
El 1996 l'Editorial Empúries entra a formar part de l'empresa, i per gestionar-ho es va crear el Grup 62, que progressivament anà adquirint fons d'altres editorials, i un any després Xavier Folch va substituir Josep Maria Castellet en la direcció literària del projecte. Editorial 62 va quedar integrada des de llavors en aquest grup, que ha anat canviant d'accionistes amb els anys. A data 2020 forma part de l'entramat d'editorials del Grupo Planeta. Amb motiu del cinquantè aniversari, s'anuncià que el llibre més venut per l'editorial, fins al moment, era Mecanoscrit del segon origen, de Manuel de Pedrolo, amb 1.376.016 exemplars.
El novembre de 2014, Edicions 62 va acordar fer el dipòsit dels fons d'Edicions 62 i d'Editorial Empúries a la Biblioteca de Catalunya. El seu arxiu, compost per expedients d'obres literàries, conté els originals (manuscrits o mecanoscrits, galerades, exemplars corregits ...) de gran part de l'obra publicada.

## Col·leccions
Publica algunes de les col·leccions més importants de l'edició en català:
- El Balancí. Col·lecció de narrativa amb més de 550 títols publicats. Entre els autors hi trobem tots els grans novel·listes catalans contemporanis (Cabré, Janer, de Pedrolo, Perucho, Porcel, Puig, Riera, Rodoreda, Roig, Sarsanedas, Villalonga o Villatoro) però sobretot presenta una reputada selecció d'autors estrangers contemporanis (Auster, Bellow, Böll, Durrell, Faulkner, Greene, Grass, Handke, Highsmith, le Carré, Nabòkov, Pavese, Roth, Salinger, Sciascia o Soljenitsin).
- La cua de palla. Col·lecció de novel·la negra fundada per Manuel de Pedrolo editada amb un característic color groc. El 2006 es reprengué després d'uns anys d'impàs (de l'any 1970 al 1981 també se n'interromperen les edicions). Conté una exhaustiva representació de tots els clàssics del gènere (com le Carré, Hammett, Highsmith, de Pedrolo o Simenon). A partir del 1985 la direcció passà a Xavier Coma, que especialitzà la col·lecció en autors estatunidencs. La segona etapa portava l'etiqueta de Seleccions de la cua de palla i l'etapa encetada l'any 2006 la de Nova cua de palla.
- El Cangur (Col·lecció universal de butxaca). Aquesta col·lecció fou creada poc després de la fundació del grup i ha publicat, al llarg de més de quaranta anys, les grans novel·les contemporànies (catalanes o no). El primer volum fou el de les Narracions de Salvador Espriu i des de llavors ha publicat molts dels grans noms de la narrativa contemporània estrangera: Böll, Fromm, Gorki, Pavese, Saroyan, Simenon o Soljenitsin. Pràcticament tots els clàssics catalans contemporanis hi estan representats: Espriu, Fuster, Pedrolo, Porcel, Rodoreda, Roig, Ruyra o Villalonga.
- Textos filosòfics. Actualment es troba interrompuda, si bé és la col·lecció de filosofia més important en català. Els directors foren Josep M. Calsamiglia, Pere Lluís i Josep Ramoneda. Segons els directors de la col·lecció, aquesta "pretén oferir, per primera vegada: una autèntica biblioteca en català de textos bàsics de la filosofia de tots els temps i de totes les tendències; en una traducció fiable, amb voluntat de contribuir a la normalització del llenguatge filosòfic català; conjuminant l'edició d'obres cabdals amb la d'altres de menors però significatives i, eventualment, d'antologies; pensant no solament en els especialistes, sinó també en un públic relativament ampli, especialment universitari". Conté més de cent cinquanta títols, i pràcticament tots els autors clàssics de la filosofia de tots els temps: Plató, Aristòtil, Sant Agustí, Descartes, Pascal, Spinoza, Kant o Nietzsche entre molts d'altres. La col·lecció estava patrocinada per la Fundació Jaume Bofill.
- Col·lecció a l'abast. Actualment interrompuda, s'inicià en crear-se l'editorial i edità sobretot obres d'assaig. Fou dirigida per Max Cahner. Publicà alguns dels assaigs més influents de la Catalunya dels seixanta i setanta, com Nosaltres, els valencians de Joan Fuster (primer llibre del segell) i Els altres catalans de Francesc Candel; així com assaigs que han assolit el nivell de clàssics com Les dues cultures i la revolució científica de C. P. Snow.
- Clàssics del pensament modern. Col·lecció d'assaig dirigida per J. M. Castellet, Salvador Giner i J. F. Yvars, que s'edità durant els anys vuitanta i noranta per iniciativa conjunts d'Edicions 62 i de la Diputació de Barcelona. Presentà textos de filosofia, ciència, història, dret i sociologia. Conté alguns dels grans clàssics de l'assaig modern: Beccaria, Darwin, Freud, Marx, Montesquieu, Kelsen, Popper o Schumpeter.
- Cara i creu. Col·lecció editada a finals dels vuitanta i principis dels noranta dedicada sobretot a la literatura catalana contemporània: Bartra, Benguerel, Brossa, Calders, Carner, Comadira, Ferrater, Fuster, Gimferrer, Margarit, de Pedrolo, Perucho, Porcel, Puig, Roig o Sagarra. Conté també obres clàssiques del teatre (Brecht, Èsquil o Maiakovski).
- Història de l'art català. Publicada des del 1983, fou una aposta per una nova generació d'historiadors de l'art (Francesc Miralles, Francesc Fontbona de Vallescar, Joan-Ramon Triadó, Joaquim Garriga, Antoni José i Pitarch i Núria de Dalmases, als quals caldria afegir dos col·laboradors destacats: Marià Carbonell i Rosa Maria Subirana i Rebull), tres dels quals un quart de segle després són membres de l'IEC. Esdevingué la gran síntesi detallada d'aquesta matèria i encara avui, després de diverses reimpressions, n'és la principal obra de referència.
- Les millors obres de la literatura catalana.
- Les millors obres de la literatura universal.
- Les millors obres de la literatura universal / Segle XX

## Premis
L'editorial convoca els premi Sant Joan de prosa narrativa en català, el Premi Gabriel Ferrater de poesia i els premis literaris Ciutat de Gandia, Joanot Martorell de narrativa i Ausiàs March de poesia.

## Presidents[5]
- Max Cahner i Bruguera (1961-1965)
- Agustí Duran i Sanpere (1965-1970)
- P. Lluch (1970-1975)
- Oriol Bohigas (1975-1999?)
- Josep Maria Castellet (1999-2014)
- Josep Ramoneda (2014-avui)